# Laszgallner Ernő
Laszgallner Ernő Ödön (Kassa, 1883. november 29. – Budapest, 1937. február 21.) újságíró.

## Életpályája
Jogi tanulmányokat végzett. 1922-ben megalapította és szerkesztette a Mozi és film, s a Ma este című lapokat. 1924. május 24-én a Magyar Rádió Újság címmel elindította az első magyar rádiós szaklapot. 1926-ban rádiókiállítást rendezett. 1928-ban a budapesti Városi Színházban három rádiómatinét rendezett. 1933-tól évenként magyarnóta-pályázatot írt ki, hétről hétre egy-egy új magyar nóta kottáját tette közzé lapjában.

## Családja
Szülei Laszgallner Ödön hivatalnok és Feilhauer Irma (Mária) voltak. 1906. novembr 17-én, Budapesten házasságot kötött Kállay Mária Annával.
Sírja a Farkasréti temetőben volt.